# Cliffoney
Cliffoney (även: Cliffony, iriska: Cliafuine) är en ort i grevskapet Sligo på Irland. Tätorten (settlement) Cliffoney hade 492 invånare vid folkräkningen 2016.